# چارلز فردریک کلمن
چارلز فردریک کلمن (انگلیسی: Charles Coleman؛ ۱۹۰۳ - ۱۹۴۷) فرد نظامی اهل بریتانیا بود. وی همچنین برندهٔ جوایزی همچون نشان حمام و نشان امپراتوری بریتانیا شده‌است.